# Xavier de Fourvière
Xavier de Fourvière (né Albert Rieux) est un chanoine de l'ordre des prémontrés, né le 5 février 1853 à Robion (Vaucluse) , où il est mort le 27 octobre 1912. Avec Frédéric Mistral il a œuvré pour la renaissance de la langue d'oc, comme prédicateur et comme auteur d'ouvrages. Il fut élu majoral du Félibrige en 1889.
Son nom en provençal est Savié de Fourviero (graphie mistralienne) ou Xavièr de Forvièra (graphie classique).

## Biographie

### Les années de formation
Albert Rieux est né à Robion d'un père officier de santé et de Thérèse Enard née dans un milieu rural.

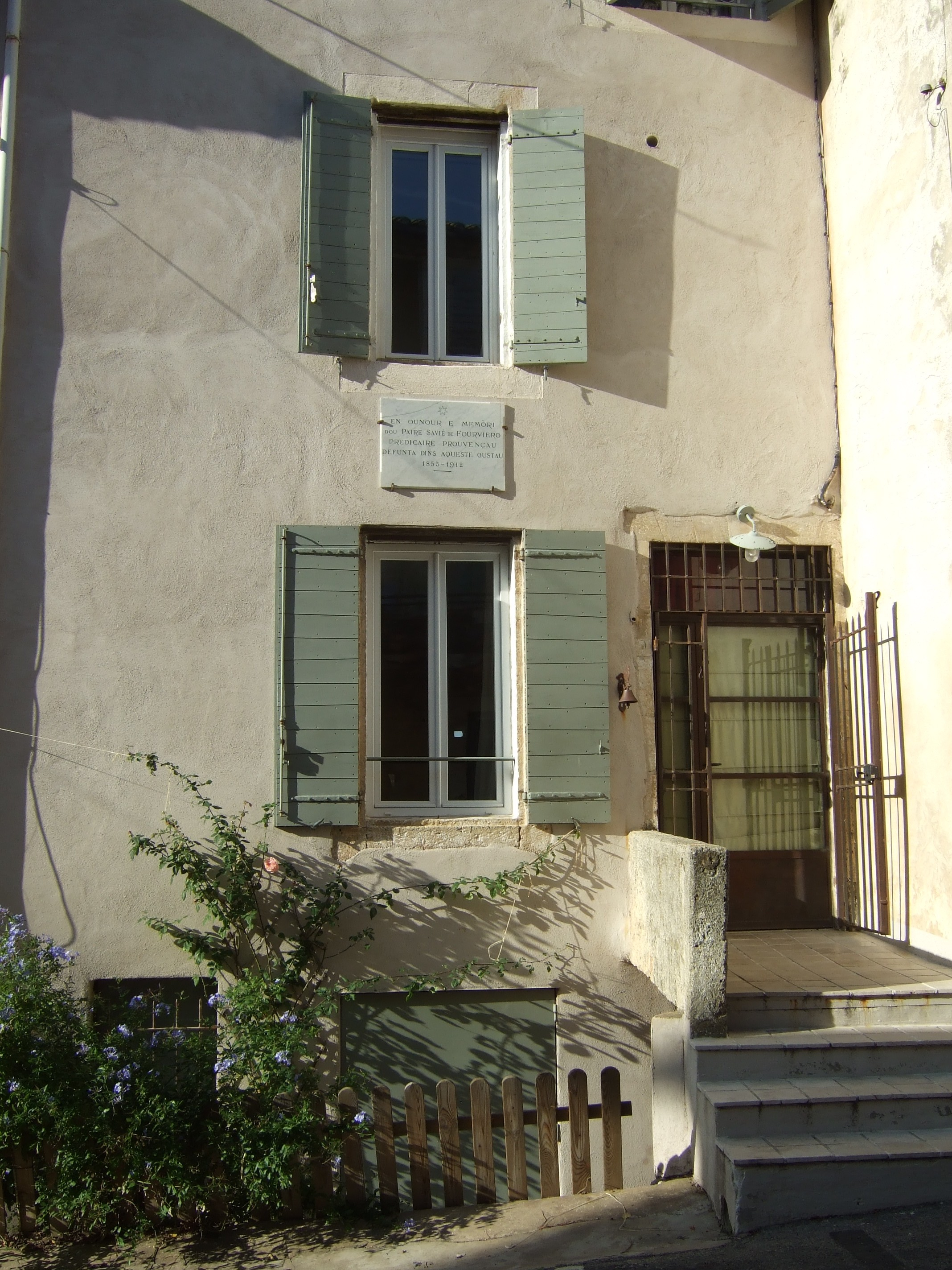
Maison natale du RP Xavier de Fourvière

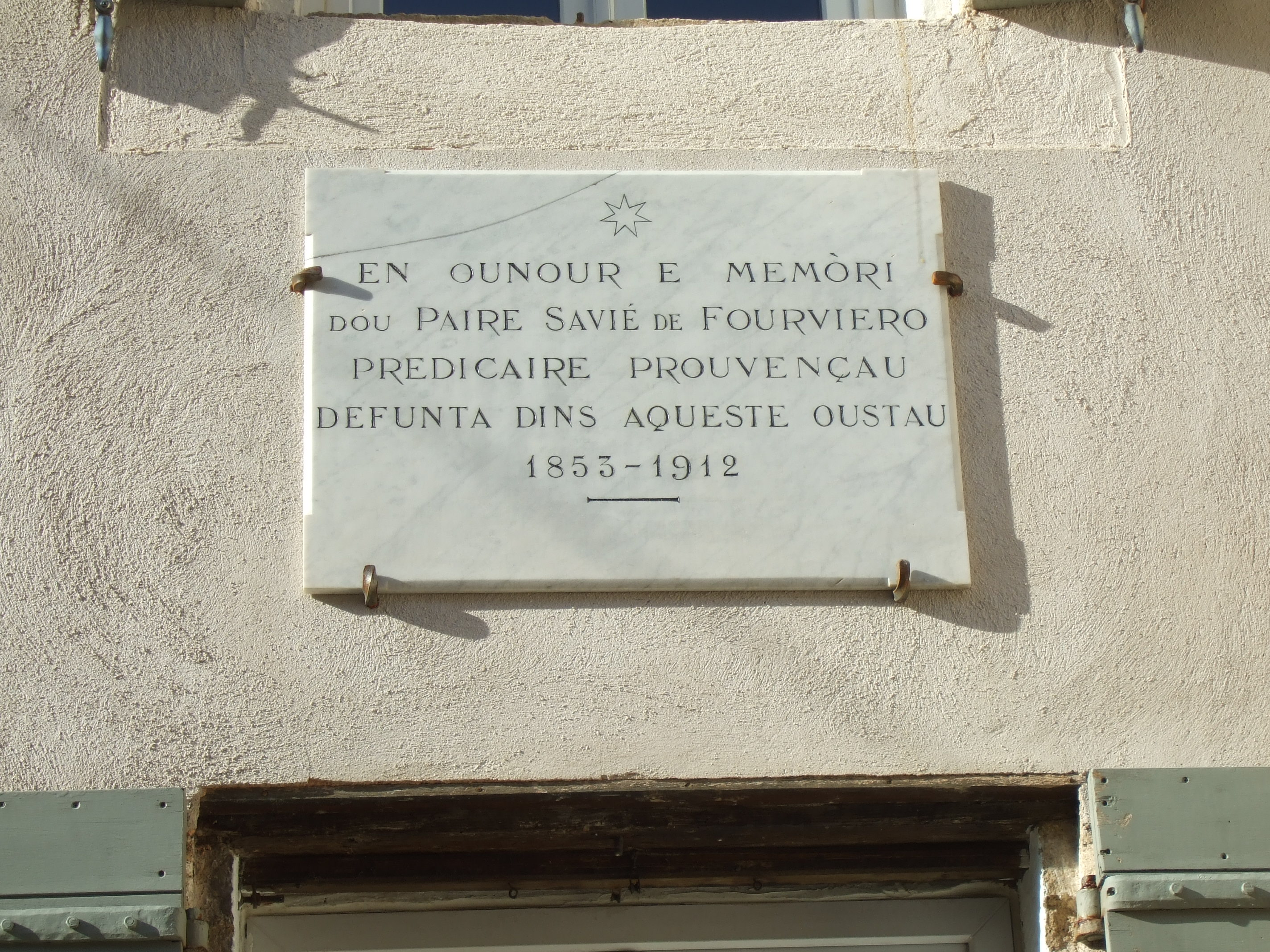
Plaque commémorative sur la maison natale du RP Xavier de Fourvière

À l'âge de 11 ans, en 1864, il entre au petit séminaire d'Avignon.
À 15 ans, il découvre Mirèio (Mireille) de Frédéric Mistral qui le marque profondément.
Caractère indocile, il n'est pas admis en 1871 au Grand séminaire. 
Accueilli par les Oblats de Marie-Immaculée à Notre-Dame des lumières, près de Goult, il est là aussi recalé en 1874 après son noviciat. De passage à Lyon, il monte prier à Notre-Dame de Fourvière et « j'avais juste le temps d'aller prendre le train. Je me lève, je pars !... Sur le seuil de la chapelle, une inspiration subite m'envahit. C'est comme un coup de fusil qui a retenti en moi : va à Frigolet... Et je pars ! ».

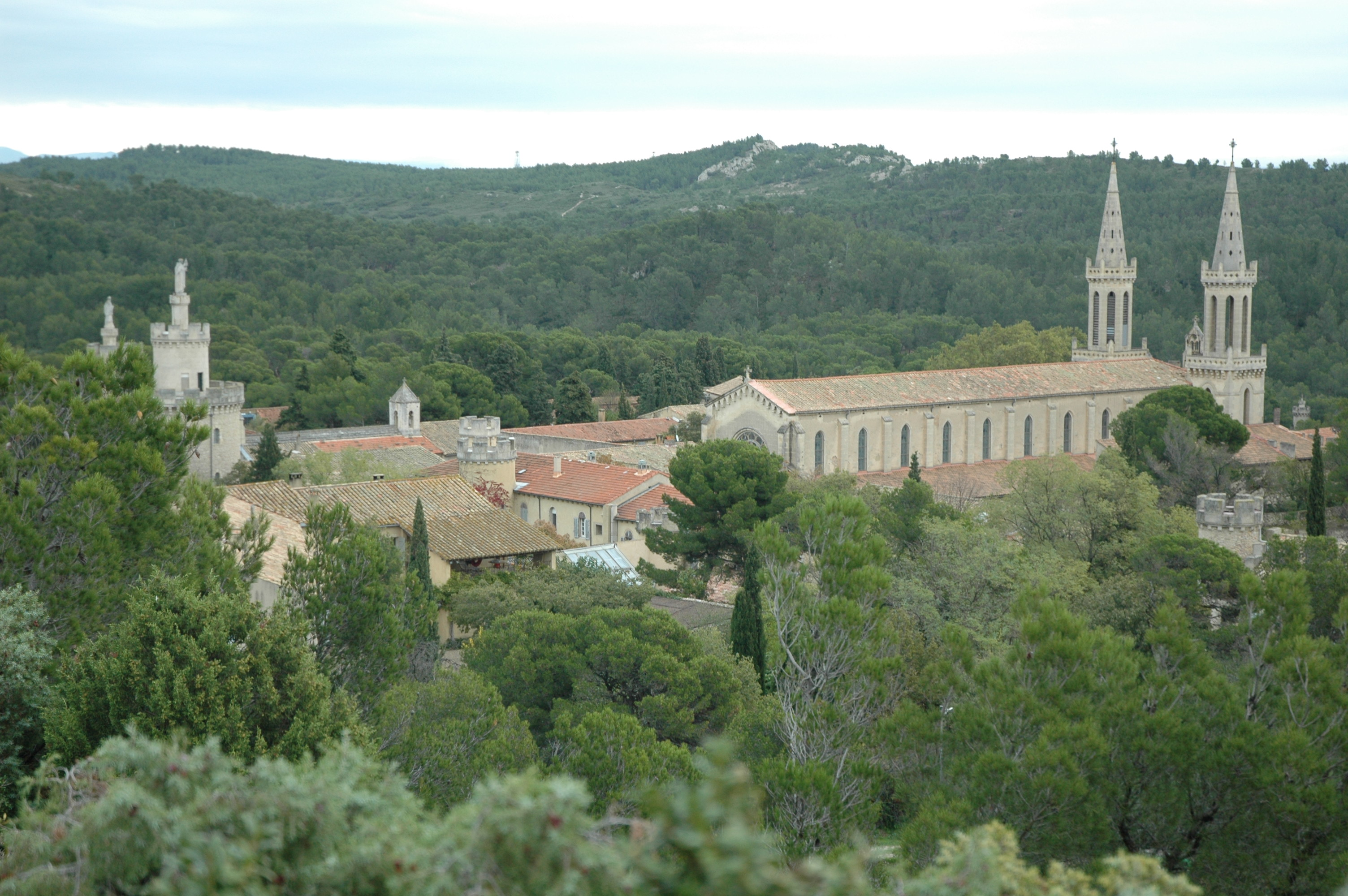
Abbaye de Saint Michel de Frigolet

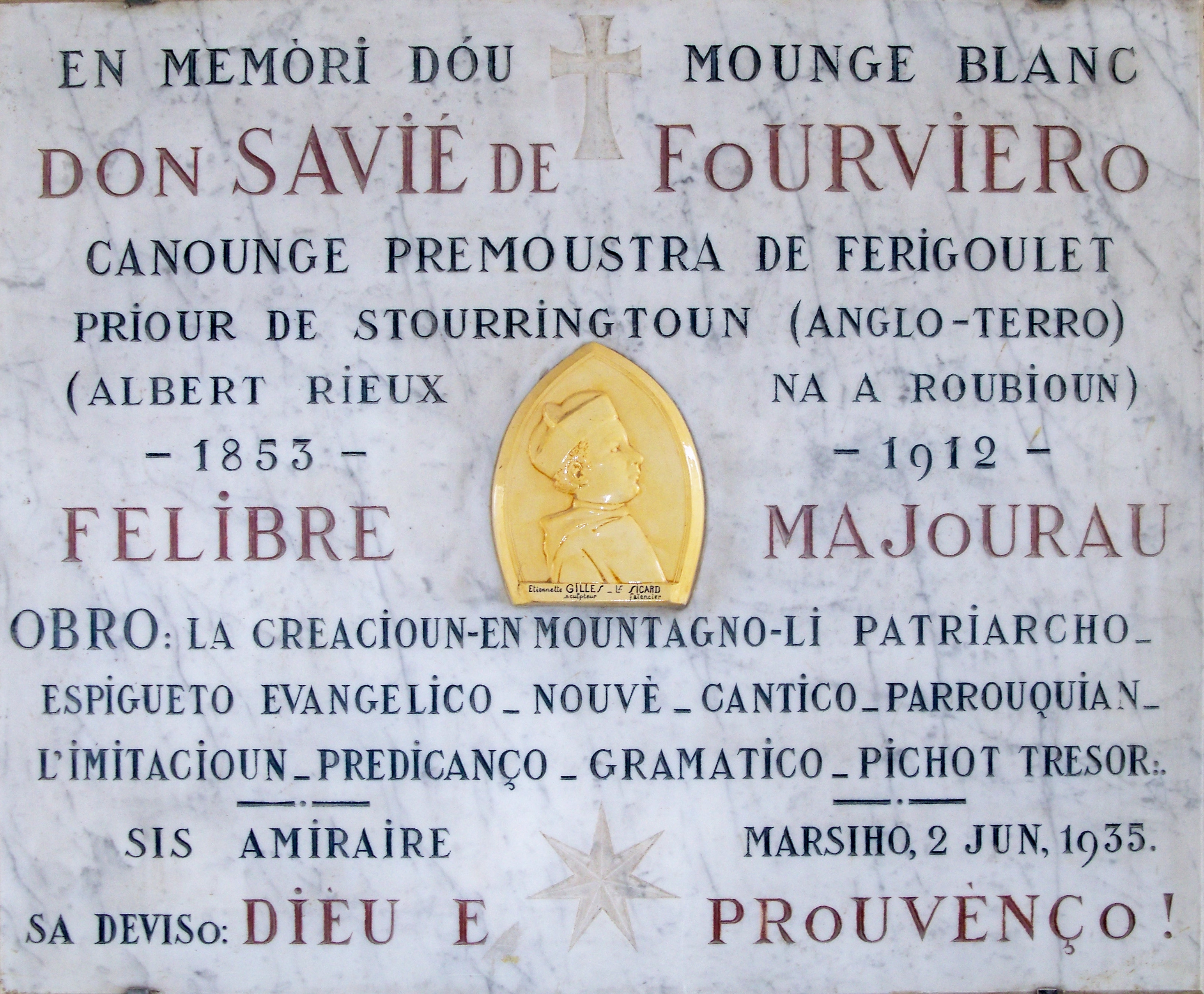
Plaque à l'Abbaye Saint Michel de Frigolet

Reçu à l'Abbaye Saint-Michel de Frigolet le 12 mai 1874, il revêt l'habit blanc et prend le nom de Frère Marie-Xavier. Il prononce ses vœux  perpétuels le 10 novembre 1878 et prend le nom de Xavier de Fourvière.

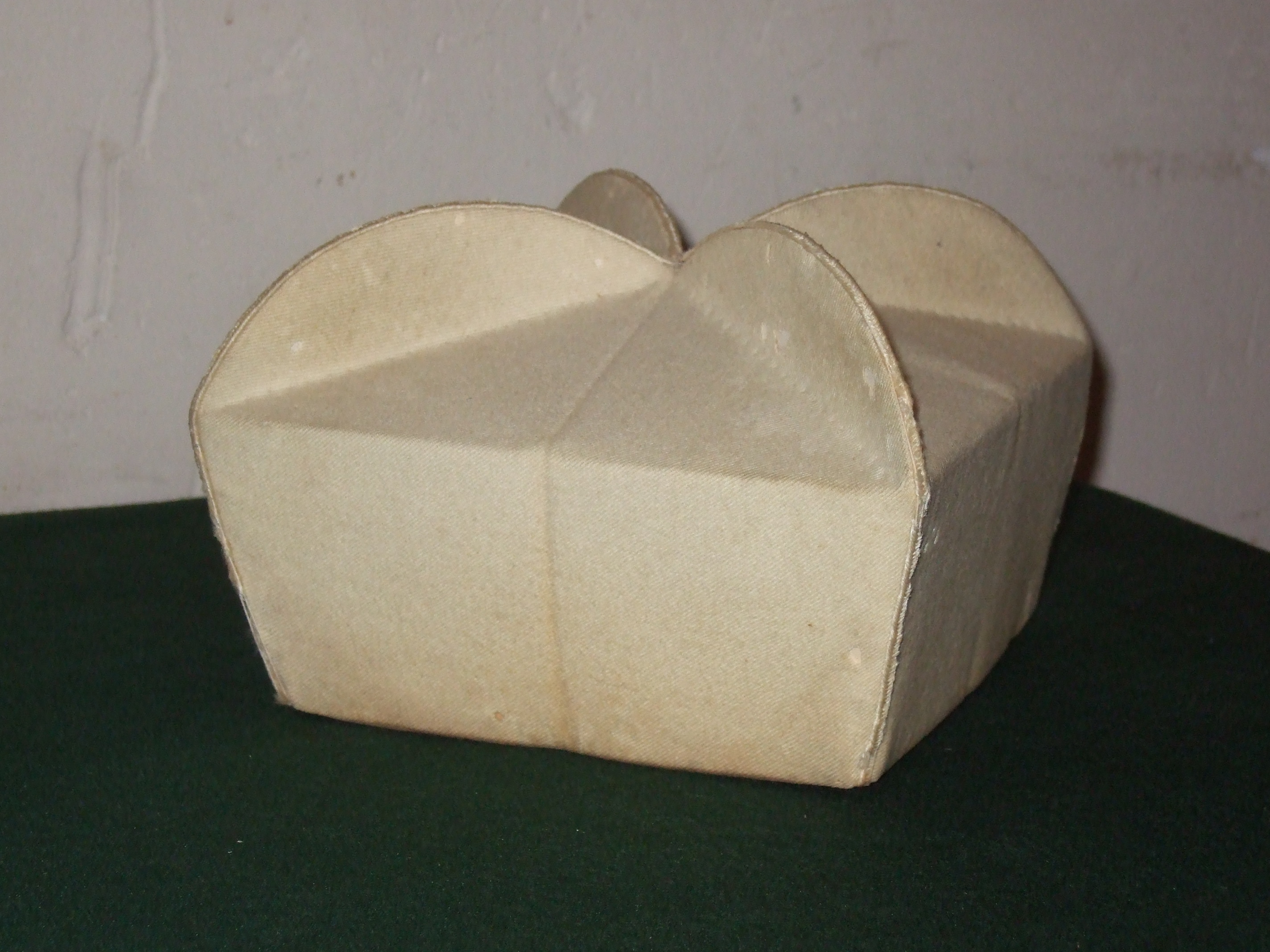
Barrette du RP Xavier de Fourvière

### Le prédicateur
Il commence à donner des sermons et le 12 août 1883 est autorisé à prêcher en provençal à Orange, ce qui ne se faisait pas à l'époque. 
On lit dans son journal :" Quelques demoiselles de couvent, quelques dévotes, froncèrent le nez en entendant qu'il puisse y avoir un sermon provençal. Parler provençal en ville d'Orange, mais vous n'y pensez pas!".
En quelques années, il devint le prédicateur le plus apprécié en Provence.

### L'exil enAngleterre
Le 15 avril 1903, en application de la loi de 1901 mise en œuvre par  Émile Combes, les religieux de l'abbaye de Frigolet sont expulsés. La plupart d'entre eux vont en Belgique, à Dinant où ils restaurent l'Abbaye Notre-Dame de Leffe. Le père Xavier de Fourvière, à la demande de ses supérieurs, devient prieur du prieuré de Storrington (Sussex), maison fondée par l'abbaye de Frigolet en 1882.
Il y restera jusqu'en 1912.

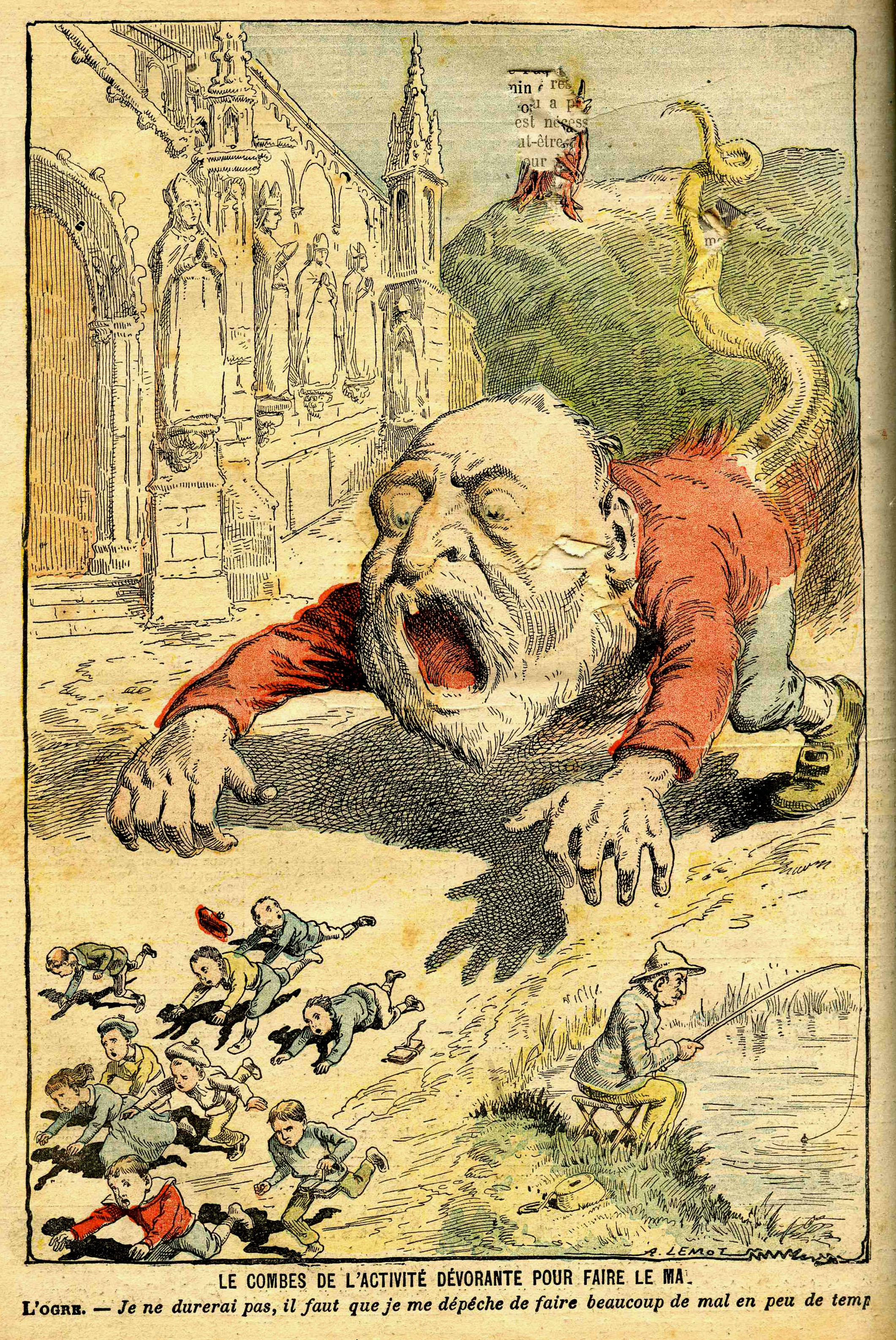
Emile Combes

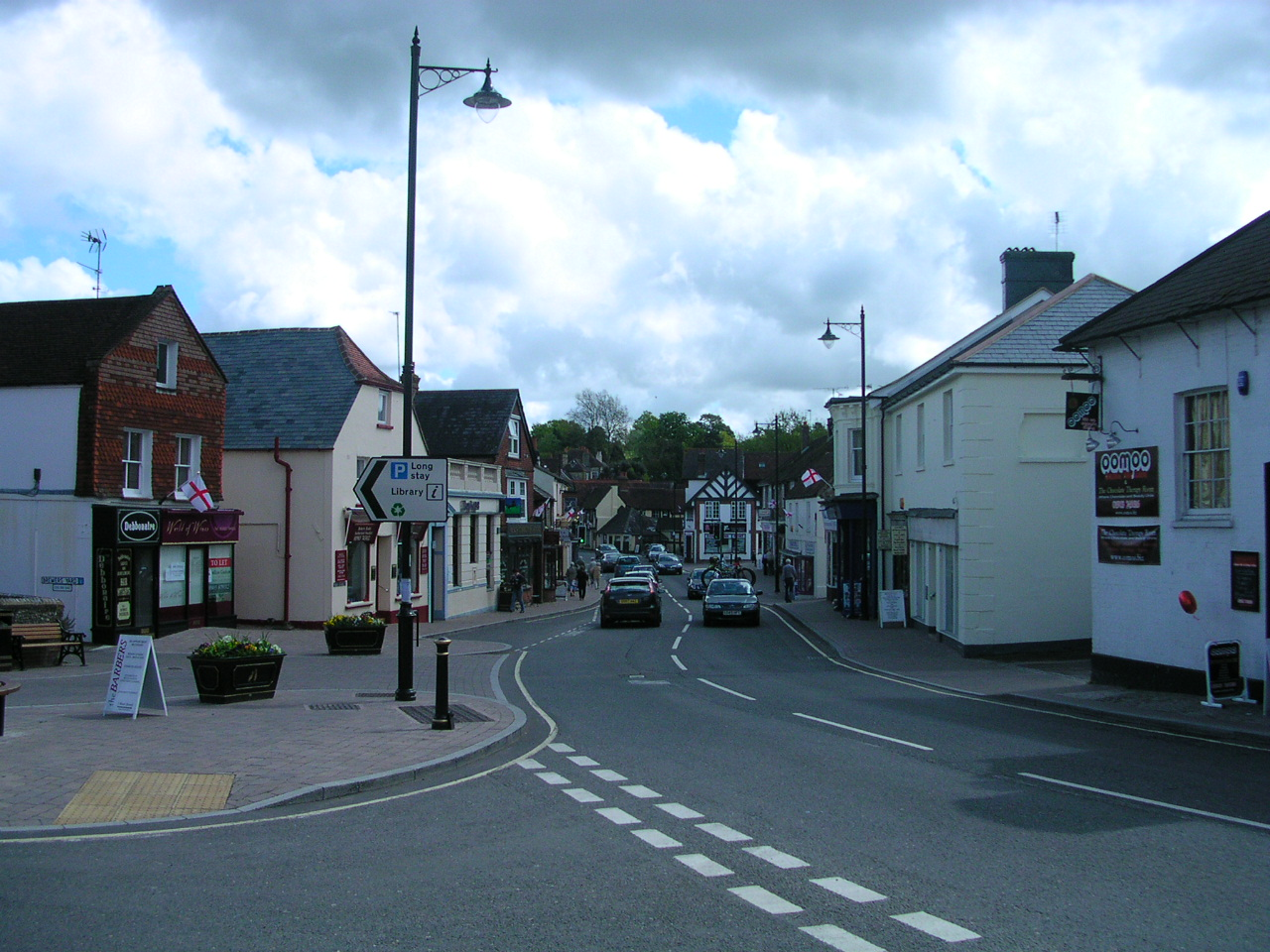
Storrington

Frappé en mai 1912 d'une attaque cérébrale dans l'Église catholique française de Londres à Leicester Square, il put revenir le 14 septembre 1912 à Robion, où il mourut dans sa maison natale le 27 octobre 1912. Cette maison fut rénovée - et vendue - vers 2004. La plaque commémorative a été reprise par la commune, mais remise sur place par la suite. 
Sa tombe se trouve dans le cimetière de Robion. La pierre tombale fut remplacée, par la mairie de Robion entre 1997-8, par une copie exacte de l'original. Celle qu'on voit sur la photo ici est l'ancienne [et était alors en mauvais état] avant sa restauration.
On y lit l'inscription : 

« "O negro mort, as bèu me faire esfrai, sabe segur que ressuscitarai"

"O noire mort, tu as beau m'effrayer, je suis sûr de ressusciter"

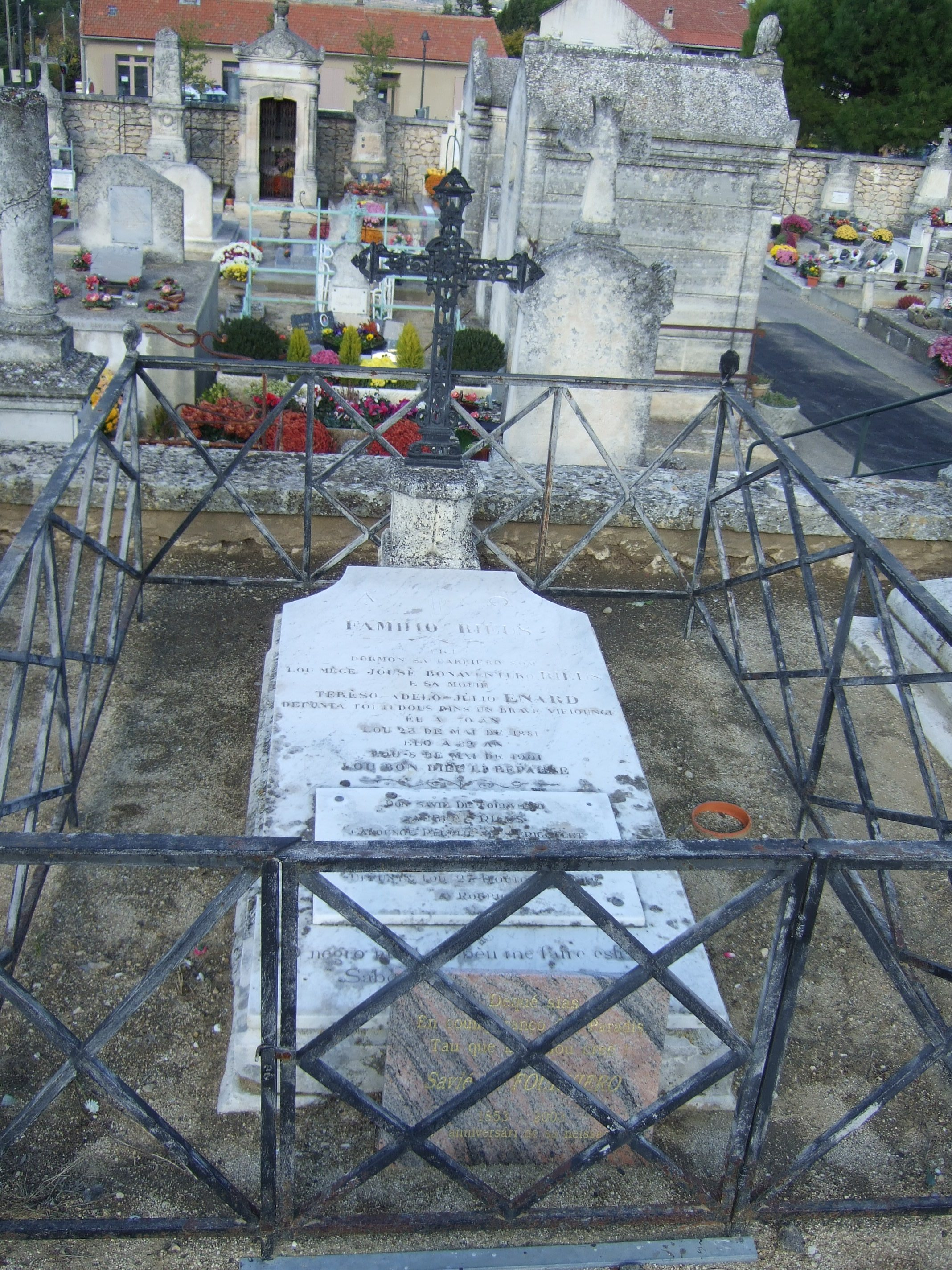
Tombe du RP Xavier de Fourvière

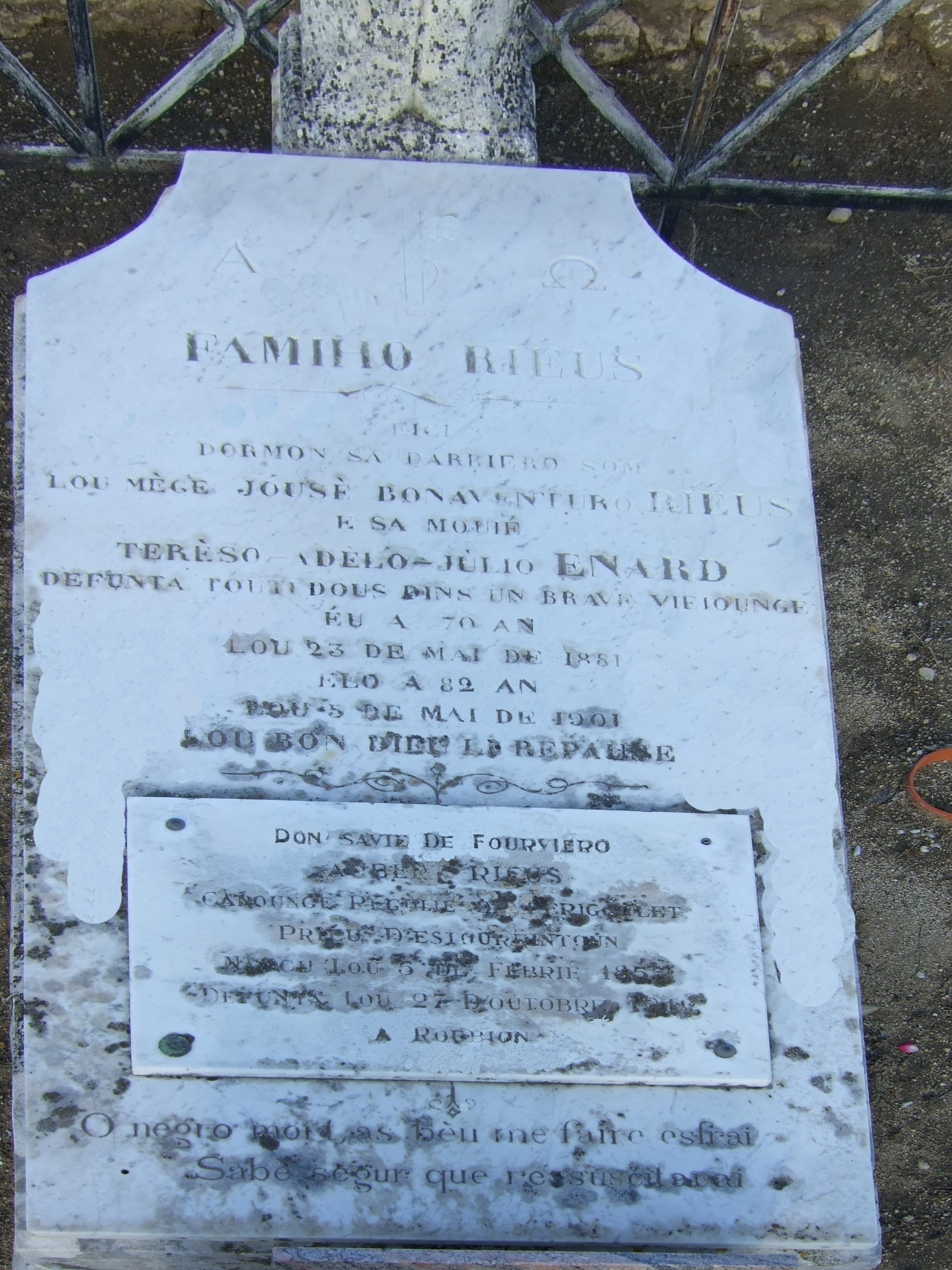
Tombe du RP Xavier de Fourvière

 »

### Œuvres
Les plus connues sont :

- Lou Pichot Tresor Dictionnaire provençal-français et français-provençal, Avignon, Aubanel et J Roumanille, 1902

- Grammaire Provençale, Avignon, Aubanel, 1899. Les deux ouvrages sont aujourd'hui édités par Aubéron (maison d'édition).

Autres œuvres :

- Li Cantico Prouvençau 1887

- Espigueto evangelico 1889
 
- Moun Journau, manuscrit entre 1881 et 1901

- Esccourregudo en Anglo-terra, Avignoun, Francès Seguin, Empremèire, 1897

- La creacioun dòu Mounde : Counferènci biblico dounado à Marsiho, dins la glèiso de Dant Laurèns, Avignon, Aubanel, 1891

- Nouveno à N.D.de Gràci de Maiano, Avignon, Aubanel, 1892

- Lou Brès de l'Enfant Jèsu, pastorale en trois actes, Marseille, Imprimerie marseillaise, 1894

- Lis Evangèli, segui di Pichòtis Ouro dóu crestian, Avignon, Aubanel, 1903

- L'Imitacioun de Jèsu-Crist, revirado dóu latin en prouvençau, Avignon, Aubanel, 1913

- En Mountagno 1899

Périodiques :

- Lou Gau, revisto mesadiero pèr li revendicacioun de la lengo prouvençalo à l'escolo, dins la cadiero e a la Tribuno poupulàri, parution à partir du 15 janvier 1897, dernier numéro (le 181) en décembre 1910. Le père Xavier était alors en exil en Angleterre depuis sept ans. 
À peine arrivée en Angleterre en 1903, il a lancé une revue locale (a "Parish newsheet" en anglais) en août, appelé "The Little Lampe"/ La Petite Lampe.
rédigé en anglais avec, parfois, des grands résumés destinés aux lecteurs francophones  C'était un complément à sa vocation de prédicateur, et fut bien apprécie jusqu'à sa fermeture avec la dernière édition "Christmas-New Year 1910"